# Leprolochus mucuge
Leprolochus mucuge là một loài nhện trong họ Zodariidae.
Loài này thuộc chi Leprolochus. Leprolochus mucuge được Lise miêu tả năm 1994.